# Aventuras en el tiempo (álbum)
Aventuras en el Tiempo é a trilha sonora da telenovela mexicana de mesmo nome. Foi lançado no México em 2001 pela gravadora Fonovisa Records.[carece de fontes?] O álbum é composto por músicas que foram tocadas ao decorrer da telenovela, interpretadas pelo próprio elenco. No México, o álbum foi certificado disco duplo de ouro.

## Faixas
| N.º            | Título                   | Compositor(es)                                  | Intérprete(s)                 | Duração |  |
| 1.             | "Aventuras en el Tiempo" | Christina Abaroa Alejandro Abaroa Pablo Aguirre | Belinda Christopher Uckermann | 2:40    |  |
| 2.             | "Dame una Seña"          | Abaroa Abaroa Aguirre                           | Belinda                       | 3:46    |  |
| 3.             | "Perdóname"              | Abaroa Alejandro Carballo                       | Maribel Guardia               | 3:23    |  |
| 4.             | "Amor Primero"           | Abaroa Carballo                                 | Belinda Uckermann             | 3:51    |  |
| 5.             | "Sólo es Cosa de Bailar" | Abaroa Aguirre                                  | Ernesto D'Alessio             | 2:59    |  |
| 6.             | "Si nos Dejan"           | José Alfredo Jiménez                            | Belinda                       | 3:12    |  |
| 7.             | "Mi Estrella de Amor"    | Abaroa Carballo                                 | Uckermann                     | 3:11    |  |
| 8.             | "Para Siempre"           | Abaroa Abaroa Aguirre                           | Guardia                       | 3:37    |  |
| 9.             | "Bailar Contigo"         | Abaroa Carballo                                 | Uckermann                     | 2:54    |  |
| 10.            | "Amigos, Amigos"         | Abaroa Abaroa Aguirre                           | Elenco                        | 3:15    |  |
| 11.            | "De Niña a Mujer"        | Abaroa Abaroa Aguirre                           | Belinda                       | 3:31    |  |
| 12.            | "Todos al Mismo Tiempo"  | Abaroa Abaroa                                   | Elenco                        | 3:31    |  |
| 13.            | "Track Interactivo"      |                                                 |                               |         |  |
| Duração total: | Duração total:           | Duração total:                                  | Duração total:                | 39:54   |  |

## Certificações
| Região            | Certificação | Vendas/distribuição |
| ----------------- | ------------ | ------------------- |
| México (AMPROFON) | 2x Ouro      |                     |